# Altos Hornos del Mediterráneo

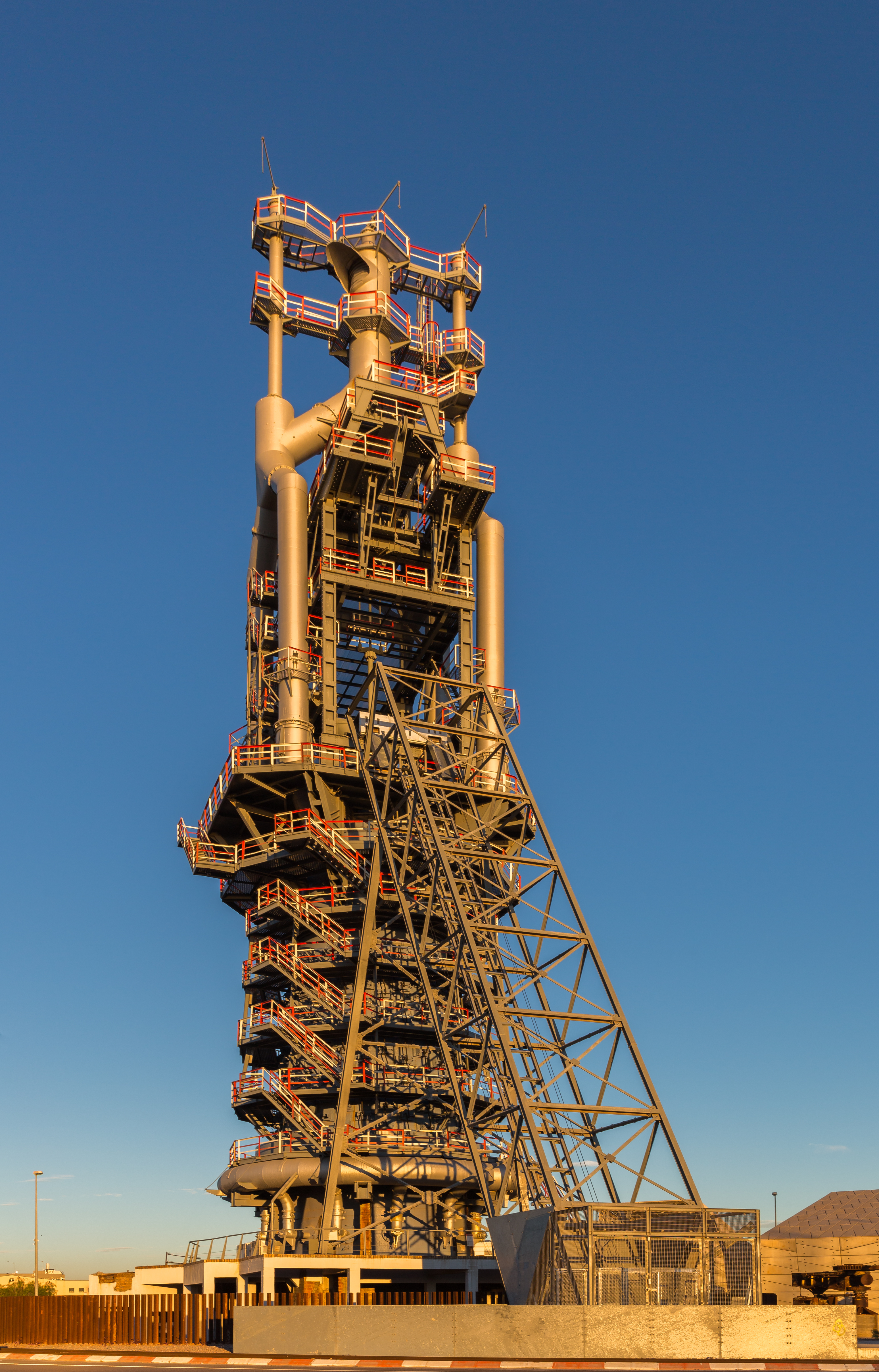
Alt forn número dos.

Altos Hornos del Mediterráneo S.A. també coneguda per les sigles AHM) va ser una empresa siderúrgica constituïda en 1971 per explotar la planta siderúrgica integral de Sagunt (IV Planta Integral Siderúrgica d'Espanya). Es va constituir a partir de les instal·lacions d'Altos Hornos de Vizcaya S.A. al Port de Sagunt. En la seva creació van participar U.S. Steel i un grup de bancs i caixes d'estalvis.

## De la constitució a la crisi (1971-1974)
La constitució de la societat es va produir en un moment d'expansió de la demanda de productes siderúrgics a Espanya. En 1972 va haver-hi un augment del 19,2% en el consum d'acer enfront de les xifres de 1971. Encara que 1971 va tenir una demanda particularment baixa d'acer, la tendència era ascendent i les inversions en el sector importants. Per al conjunt d'Espanya ascendien uns 14 500 milions de pessetes anuals. El Programa Siderúrgic Nacional, revisat en 1971, preveia assolir un consum per habitant en 1975 de 358 kilograms, xifra similar a la de França en 1967. No obstant això els fets no anaven a desenvolupar-se segons les previsions.

## Impacte de la crisi (1974-1983)
La crisi econòmica de 1973 va produir en 1975 una crisi en la siderúrgia que va afectar l'empresa, que va sofrir pèrdues creixents i va haver de reestructurar-se. Ja en 1974 hi havia signes pessimistes: el creixement interanual del consum intern d'acer havia caigut al 7,3% i a aquesta dada calia afegir unes existències de producte creixents.
En 1976 es va incorporar una planta de laminació en fred.
| Any                 | Pèrdues (milions de pessetes) |
| ------------------- | ----------------------------- |
| 1977                | 3 568                         |
| 1978                | 6 597                         |
| 1979                | 6 983                         |
| 1980                | 7 797                         |
| 1981                | 8 830                         |
| 1982                | 8 948                         |
| Font: Ramón Tamamés |                               |

L'impacte de la crisi portà Altos Hornos del Mediterráneo a acumular unes pèrdues de 3 568 milions de pessetes en 1977, dificultant els plans d'expansió i fins i tot el pagament de les nomines (les del tercer trimestre de 1977 es van acabar de pagar el gener de 1978). A la fi de desembre de 1977 es va produir el nomenament d'Ignacio Hidalgo de Cisneros com a president d'Alts Forns del Mediterrani i de Claudi Boada per al mateix càrrec en Alts Forns de Biscaia. D'aquesta forma quedaven separades ambdues empreses en la seva gestió, ja que havien compartit president.
El 23 de desembre de 1978 es va promulgar la Llei 60/78 «de mesures urgents de suport al sector siderúrgic». Amb ella l'Institut Nacional d'Indústria adquiria una participació en la societat. Aquest pla va resultar insuficient i en 1979 l'INI va quedar com a únic accionista.
En 1980 el sector siderúrgic espanyol va perdre 38 000 milions de pessetes i la previsió per 1981 era encara pitjor. Aquesta situació va portar a l'elaboració del Reial decret 878/1981, de 8 de maig, establint el «Pla del Reestructuració del sector». Dels 229 750 milions de pessetes previstes per al Pla de Sanejament Financer Siderúrgic Integral en el període 1981-1985, 33 173 milions anaven destinats a AHM.
El RD 878/1981 també va resultar insuficient, principalment pel problema de l'emplaçament del tren de bandes en calent (TBC). Aquesta instal·lació anava a emplaçar-se en solament una de les tres empreses siderúrgiques, que a més es trobaven en diferents comunitats autònomes: Alts Forns de Biscaia al País Basc, Ensidesa a Astúries i Alts Forns del Mediterrani al País Valencià. A fi de resoldre l'emplaçament del TBC, la comissió coordinadora de la siderúrgia integral, formada per representants del Govern i de les empreses siderúrgiques, van contractar amb l'empresa Kawasaki l'elaboració d'un estudi per la reestructuració del sector. L'Informe Kawasaki recomanava situar el TBC a Sagunt. D'altra banda, no recomanava les acereries per a bugada contínua d'Ensidesa i Alts Forns de Biscaia. Això va provocar una forta resposta a Astúries i el País Basc, i va portar al fet que la Comissió Coordinadora no pogués aconseguir un acord.

## Desaparició
La decisió del Govern es va reflectir en un nou Reial decret, el RD 1853/1983. Aquest document autoritzava la modificació dels trens de bandes en calent d'Ensidesa i AHV, no establint el recomanat per l'Informe Kawasaki a Sagunt.
El 4 de febrer de 1983, el Consell de Ministres va decretar el tancament de la IV Planta, amb el desmantellament dels alts forns, però conservant-se la planta de laminació. El 8 de febrer, Segundo Bru, Conseller d'Indústria de la Generalitat Valenciana, aconsegueix del Govern una suspensió provisional de la mesura. Es produeixen vagues generals a Sagunt els dies 10, 12 i 16 de febrer. La conflictivitat persisteix al març, després de donar a conèixer el Ministre d'Indústria, Carlos Solchaga, la intenció del Govern de continuar amb els tancaments d'instal·lacions en Ensidesa, AHV i AHM. Durant la campanya electoral de les eleccions municipals del 8 de maig de 1983 continuen les protestes, com les que van tenir lloc el 27 d'abril davant un acte electoral del PSOE, formació que tenia en aquell moment els governs estatal, autonòmic i municipal. Noves vagues seguirien després de les eleccions municipals: 14, 15, 22, 27 i 30 de juny; i 5 i 14 de juliol. El 9 de setembre la direcció de l'empresa comunica al Comitè d'empresa que el tren número 28 de laminació estructural ja no tornarà a posar-se en funcionament. Malgrat això, dies els treballadors l'engeguen. Per aquest acte són acomiadats 82 empleats, encara que la pressió de la Conselleria d'Indústria davant el govern central va fer que no es portessin a efecte.
Malgrat el malestar dels saguntins i dels actes reivindicatius -quinze vagues generals en 1983, tall de l'autopista A 7, manifestacions, tancament del Ple municipal- el 15 de desembre el Ministre d'Indústria anunciava el tancament de l'alt forn número dos pel 21 del mateix mes, així com en conseqüència un expedient de regulació d'ocupació. Dies més tard, dins del pla de reindustralització -Sagunt havia estat classificada Zona de Preferent Localització Industrial- el ministeri va anunciar la instal·lació de diverses empreses.
El 2 de febrer de 1984 es va produir una jornada de protesta en diversos sectors industrials espanyols en suport als obrers d'AHM. El 4 d'abril es va arribar a un acord entre l'INI, els sindicats UGT i CCOO i el Comitè d'empresa d'Alts Forns del Mediterrani per al tancament de la capçalera de la siderúrgica de Sagunt sense cap acomiadament.
L'activitat es va aturar el 5 d'octubre de 1984. En 1984 la seva facturació ascendia a 28 323 milions de pessetes i emprava 3.332 treballadors. La planta de laminatge va ser la base d'una nova societat, Siderúrgica del Mediterrani.
La societat Altos Hornos del Mediterráneo S.A. es va dissoldre el 13 de gener de 2004.